# Beatrix Larger
Beatrix Larger (Bolzano, 14 gennaio 1994) è una hockeista su ghiaccio italiana, attaccante dell'Hockey Club Lakers e della nazionale italiana.
Anche la sorella gemella Tanja è una giocatrice di hockey su ghiaccio.

## Palmarès
- Campionato italiano femminile: 9

EV Bozen Eagles: 2009-10, 2010-11, 2011-12, 2012-13, 2013-14, 2014-15, 2015-16, 2016-2017, 2017-2018
- EWHL: 2

EV Bozen Eagles: 2013-2014, 2016-2017